# Каменецкий, Яков Ефимович
Яков Ефимович Каменецкий (бел. Якаў Ефімавіч (Яфімавіч) Камянецкі; 15 апреля 1915, Минск — 9 января 1991, Минск) — белорусский советский шахматист, шахматный композитор и журналист. В составе сборной Белоруссии дважды победитель командного чемпионата СССР по шахматной композиции. Член Союза журналистов СССР.

## Биография
По профессии - журналист. Перед Второй мировой войной активно участвовал в шахматной жизни Белорусской ССР - играл в чемпионатах республики и занимался шахматной композицией. Многие его задачи получали призы на конкурсах. В 1941 году был чемпионом Минска по шахматам и участвовал в чемпионате Латвии по шахматам.
Участвовал в Великой Отечественной войне, был награждён орденом. В 1942 году работал сотрудником газеты «Рабочая Балахна» в городе Балахна и был необоснованно осужден по статье 58. Через месяц отпущен на свободу.
После войны показал свои лучшие результаты на чемпионатах Белоруссии по шахматам - 5 место в 1947 году и 2-3 место в 1949 году.
В 1951 году на должности ответственного секретаря участвовал в создании главной спортивной газеты Белоруссии - «Физкультурник Белоруссии», сотрудничал с ней до 1990 г., кроме того, работал в газете «Звязда», был членом редколлегии информационно-методического сборника «Шахматы, шашки в БССР».
В начале 1960-х годов был заместителем председателя шахматной федерации БССР. Продолжал плодотворно работать как шахматный композитор. В составе сборной Белоруссии неоднократно становился победителем (1968/1969, 1970/71) и призёром (серебро в 1963/1964, бронза в 1956/1957, 1957/1958) в командных чемпионатах СССР по шахматной композиции. Играл в шахматы по переписке: в 7-м чемпионате СССР (1965—1966) — 5—7-е место; в составе сборной Белорусской ССР участник 3-го (1970—1973) и 5-го (1975—1978) командных чемпионатов СССР.